# David Ferrer
David Ferrer, född 2 april 1982 i Xàbia, Spanien, är en  högerhänt  före detta  professionell tennisspelare.

## Tenniskarriären
David Ferrer blev professionell tennisspelare på ATP-touren 2000. Han har till 10 juni 2013 vunnit 20 singel- och 2 dubbelturneringar på touren. Han rankades (10 juni 2013) i singel på 4:e plats. Han hade till samma datum spelat in 19 513 709 US dollar. 
Ferrer vann sin första singeltitel på touren 2002 (Bukarest). Den andra vann han i juli 2006 (Mercedes Cup i Stuttgart). Sin tredje titel vann Ferrer i Auckland i januari 2007 genom finalseger över landsmannen Tommy Robredo. I juli 2007 vann han singeltiteln i Swedish Open i Båstad genom finalseger över landsmannen Nicolás Almagro (6–1, 6–2). I oktober samma säsong vann Ferrer singeltiteln i Tokyo. Han finalbesegrade där fransmannen Richard Gasquet med 6–1, 6–2.
Ferrer avslutade sin karriär den 8 maj 2019 efter att ha förlorat mot Alexander Zverev i en hemmaturnering i Madrid.

## Spelaren och personen
Ferrer, som spelar med dubbelfattad backhand, är 175 cm lång och väger 72 kg.  
Han bor i Valencia i Spanien.

## Titlar påATP-touren
- Singel
  - 2002 - Bukarest
  - 2006 - Stuttgart
  - 2007 - Auckland, Båstad, Tokyo
  - 2008 - s'Hertogenbosch, Valencia
  - 2010 - Valencia, Acapulco
  - 2011 - Auckland, Acapulco
  - 2012 - Auckland, Buenos Aires, Acapulco, s'Hertogenbosch, Båstad, Valencia, BNP Paribas Masters
  - 2013 - Auckland, Buenos Aires
  - 2017 - Swedish Open Båstad
- Dubbel
  - 2005 - Viña del Mar, Acapulco